# Cleopatra (película de 1963)
Cleopatra es una coproducción cinematográfica de 1963, dirigida por Joseph L. Mankiewicz, con un guion adaptado por Mankiewicz, Ranald MacDougall y Sidney Buchman del libro de 1957 "The Life and Times of Cleopatra" de Carlo Maria Franzero, y de historias de Plutarco, Suetonio y Apiano. La película está protagonizada por Elizabeth Taylor en el papel del mismo nombre. Richard Burton, Rex Harrison, Roddy McDowall y Martin Landau aparecen en papeles secundarios. Narra las luchas de Cleopatra, la joven reina de Egipto, para resistir las ambiciones imperiales de Roma.
Walter Wanger había contemplado durante mucho tiempo producir una película biográfica sobre Cleopatra. En 1958, su productora se asoció con Twentieth Century Fox para producir la película. Luego de una extensa búsqueda de casting, Elizabeth Taylor firmó para interpretar el papel principal por un salario récord de $ 1 millón de dólares. Rouben Mamoulian fue contratado como director y el guion pasó por numerosas revisiones por parte de Nigel Balchin, Dale Wasserman, Lawrence Durrell y Nunnally Johnson. La fotografía principal comenzó en Pinewood Studios el 28 de septiembre de 1960, pero los problemas de salud de Taylor retrasaron la filmación. La producción se suspendió en noviembre después de que se excedió en el presupuesto con solo diez minutos de metraje utilizable.
Mamoulian renunció como director y posteriormente fue reemplazado por Joseph L. Mankiewicz, quien anteriormente había dirigido a Taylor en De repente, el último verano (1959). La producción se trasladó a Cinecittà, donde se reanudó el rodaje el 25 de septiembre de 1961, sin un guion de rodaje terminado. Durante el rodaje, un escándalo personal llegó a los titulares de todo el mundo cuando se informó que los coprotagonistas Taylor y Richard Burton tuvieron una aventura adúltera. La filmación terminó el 28 de julio de 1962 y se realizaron nuevas tomas de febrero a marzo de 1963. Con costos de producción estimados en un total de $ 31 millones, la película se convirtió en la película más cara y  con el rodaje más largo jamás realizado, motivos que casi llevan al estudio a la bancarrota.
La película fue mayormente aceptada por la crítica y un éxito de taquilla: obtuvo la mayor recaudación de 1963 (24 millones de dólares). Pero no fue considerada como una película exitosa, ya que necesitó un año entero para recuperar los 44 millones invertidos en realizarla. Debido a su desmesurado coste, es la única película en la historia que aun siendo la de mayor recaudación en su año de estreno sufrió problemas de recaudación. Recibió nueve nominaciones en la 36.ª edición de los Premios Oscar, incluida la de Mejor Película, y ganó cuatro: Mejor Dirección de Arte (Color), Mejor Fotografía (Color), Mejores Efectos Visuales y Mejor Diseño de Vestuario (Color).

## Argumento
Tras la batalla de Farsalia en el 48 a. C., Julio César viaja a Egipto con el pretexto de ser nombrado albacea del testamento del padre del joven faraón Ptolomeo XIII y de su hermana mayor y cogobernante, Cleopatra . Ptolomeo y Cleopatra se encuentran en medio de su propia guerra civil, y ella ha sido expulsada de la ciudad de Alejandría . Ptolomeo gobierna en solitario bajo el cuidado de sus tres "guardianes": el eunuco jefe Potino, su tutor Teodoto y el general Aquilas.
Cleopatra convence a César para que le devuelva el trono de manos de Ptolomeo. César, con el control efectivo del reino, condena a muerte a Potino por organizar un intento de asesinato contra Cleopatra y destierra a Ptolomeo al desierto oriental, donde él y su ejército, superado en número, enfrentarían una muerte segura contra Mitrídates . Cleopatra es coronada reina de Egipto y comienza a soñar con gobernar el mundo junto a César, quien a su vez desea convertirse en rey de Roma . Se casan, y cuando nace su hijo Cesarión , César lo acepta públicamente, lo que se convierte en el tema de conversación de Roma y el Senado .
Tras ser nombrado dictador vitalicio, César mandó llamar a Cleopatra. Esta llegó a Roma en una suntuosa procesión y se ganó la admiración del pueblo romano. El descontento en el Senado aumentó entre rumores de que César deseaba ser coronado rey. En los 15 de marzo del 44 a. C., un grupo de conspiradores asesinó a César y huyó de la ciudad, iniciando una rebelión. Una alianza entre Octavio (hijo adoptivo de César), Marco Antonio (mano derecha y general de César) y Marco Emilio Lépido sofocó la rebelión y dividió la república. Cleopatra, indignada por el hecho de que el testamento de César reconociera a Octavio, en lugar de a Cesarión, como su heredero oficial, regresó a Egipto.
Mientras planea una campaña contra Partia en el este, Antonio se da cuenta de que necesita dinero y suministros que solo Egipto puede proporcionar en cantidad suficiente. Después de negarse repetidamente a abandonar Egipto, Cleopatra accede y se encuentra con él en su barcaza real en Tarso . Los dos comienzan una historia de amor. La eliminación de Lépido por parte de Octavio obliga a Antonio a regresar a Roma, donde se casa con la hermana de Octavio, Octavia , para evitar un conflicto político. Esto enfurece a Cleopatra. Antonio y Cleopatra se reconcilian y se casan, y Antonio se divorcia de Octavia. Octavio, indignado, lee el testamento de Antonio al senado romano, revelando que Antonio desea ser enterrado en Egipto. Roma se vuelve contra Antonio, y el llamado de Octavio a la guerra contra Egipto recibe una respuesta entusiasta. La guerra se decide en la batalla naval de Actium el 2 de septiembre del 31 a. C., donde la flota de Octavio, bajo el mando de Agripa , derrota a los barcos líderes de la flota antonio-egipcia. Suponiendo que Antonio está muerto, Cleopatra ordena a las fuerzas egipcias que regresen. Antonio la sigue, dejando a su flota sin líder y pronto derrotada.
Meses después, Cleopatra envía a Cesarión disfrazado fuera de Alejandría. También convence a Antonio de retomar el mando de sus tropas y luchar contra los ejércitos que avanzaban de Octavio. Sin embargo, los soldados de Antonio lo abandonan durante la noche. Rufio , el último hombre leal a Antonio, se suicida. Antonio intenta incitar a Octavio a un combate singular, pero finalmente se ve obligado a huir a la ciudad. Cuando Antonio regresa al palacio, Apolodoro , que estaba enamorado de Cleopatra, le dice que está en su tumba como le había ordenado y le hace creer a Antonio que está muerta. Antonio cae sobre su propia espada. Apolodoro entonces confiesa que le mintió a Antonio y lo ayuda a llegar a la tumba donde Cleopatra y dos sirvientes se habían refugiado. Antonio muere en los brazos de Cleopatra.
Octavio y su ejército marchan hacia Alejandría con el cadáver de Cesarión en una carreta. Descubren el cadáver de Apolodoro, quien se había envenenado. Entonces reciben la noticia de que Antonio ha muerto y Cleopatra está encerrada en una tumba. Allí le ofrece permitirle gobernar Egipto como provincia romana si lo acompaña a Roma. Cleopatra, sabiendo que su hijo ha muerto, acepta las condiciones de Octavio, incluyendo la promesa de que no se hará daño a sí misma. Tras la partida de Octavio, ordena a sus sirvientes que la ayuden a suicidarse. Al descubrir que iba a suicidarse, Octavio y sus guardias irrumpen en la habitación de Cleopatra y la encuentran muerta, vestida de oro, junto con sus sirvientes y el áspid que la mató.

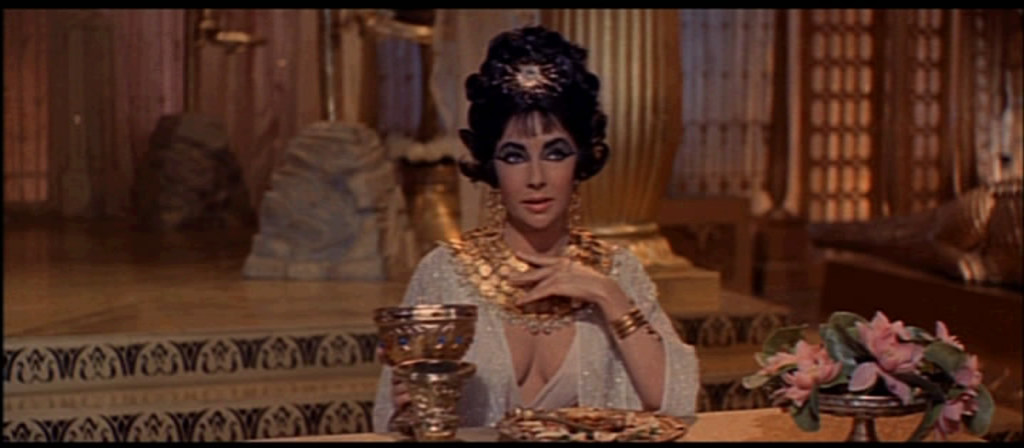
Elizabeth Taylor como Cleopatra.

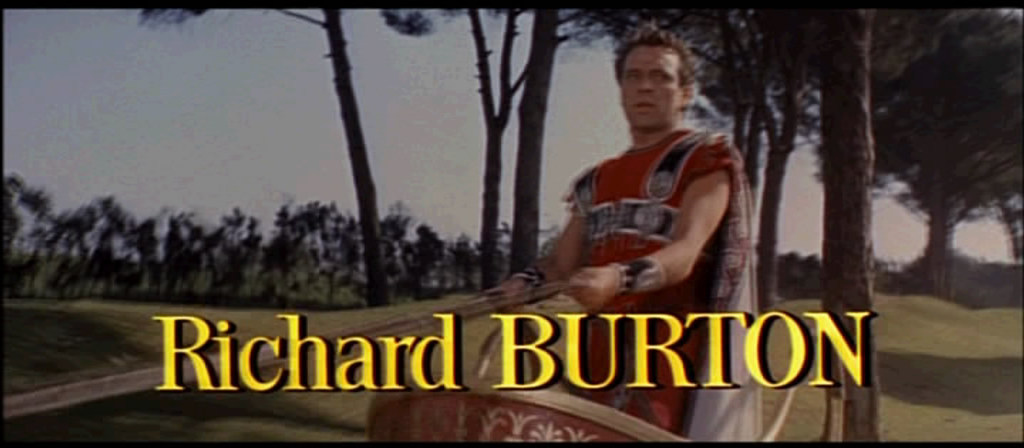
Richard Burton como Marco Antonio.

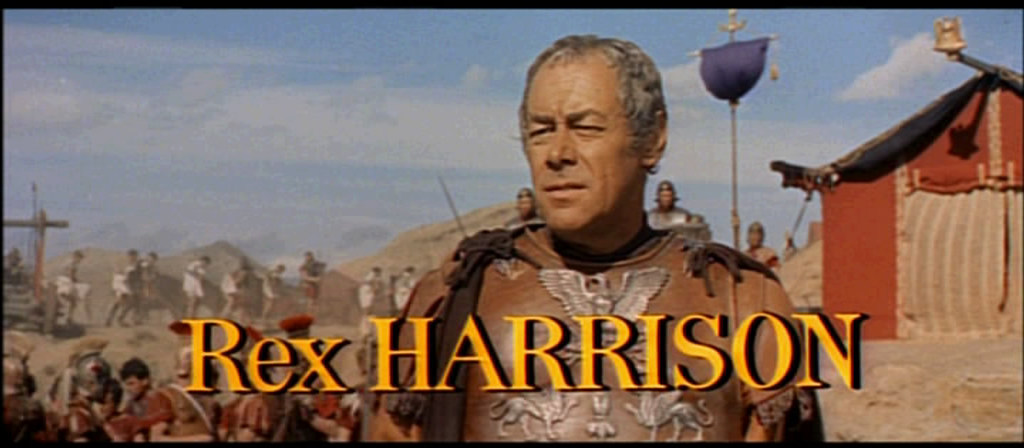
Rex Harrison como Julio César.

## Reparto
- Elizabeth Taylor - Cleopatra
- Richard Burton - Marco Antonio
- Rex Harrison - Julio César
- Carroll O'Connor - Servilio Casca
- Roddy McDowall - Octavio Augusto
- Martin Landau - Rufio
- Hume Cronyn - Sosígenes

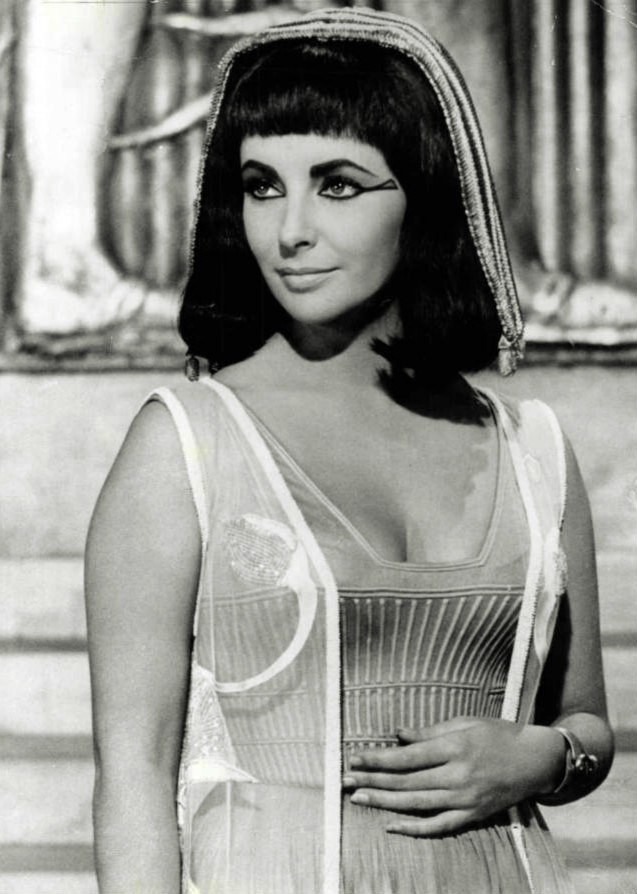
Elizabeth Taylor como Cleopatra

- Andrew Keir - Marco Vipsanio Agripa
- Kenneth Haigh - Marco Junio Bruto
- George Cole - Cayo Flavio Antonino
- Pamela Brown - Suma sacerdotisa
- Francesca Annis - Iras
- Richard O'Sullivan - Ptolomeo XIII
- Gregoire Aslan - Potino el Eunuco
- Martin Benson - Ramos
- Cesare Danova - Apolodoro
- Robert Stephens - Germánico
- Herbert Berghof - Teodoto de Quíos
- John Cairney - Phoebus
- Jacqui Chan - Lotos
- Isabelle Cooley - Carmión
- John Doucette - Aquilas
- Andrew Faulds - Canidio
- Michael Gwynn - Cimber
- Michael Hordern - Cicerón
- John Hoyt - Casio
- Marne Maitland - Euphranor
- Gwen Watford - Calpurnia
- Douglas Wilmer - Décimo

## Producción

### Casting
Walter Wanger, quien tuvo a cargo la producción del proyecto, eligió para interpretar a la última reina del Antiguo Egipto a Joan Collins. El rodaje estaba planificado para iniciarse en algún punto de 1958, pero varias cancelaciones llevaron a que la joven actriz se hartara de esperar y le diera prioridad a otros proyectos menos ambiciosos. Los nombres de Susan Hayward, Audrey Hepburn, Gina Lollobrigida y Sophia Loren se barajaron como posibles reemplazantes, aunque ninguna de las opciones llegó a prosperar. Entonces, apareció la figura de Elizabeth Taylor.
Cuenta la leyenda que Wagner contactó a  Elizabeth Taylor, que se encontraba rodando Suddenly, Last Summer bajo las órdenes de Joseph L. Mankiewicz. Ella no se mostró interesada en el proyecto, pero el productor volvió a insistir. Convencida de que la mejor manera de que la sacaran de la lista era pidiendo una suma astronómica de dinero, dijo que haría de Cleopatra si le pagaban un millón de dólares. Para su sorpresa, recibió un sí como respuesta y, el 15 de octubre de 1959, Taylor se convirtió en la primera estrella de cine en recibir esa suma de dinero por una sola película. Ese monto, finalmente, se multiplicaría por 7 debido a lo mucho que se extendió la filmación.
Taylor, dueña de una enorme astucia, puso algunas cláusulas en su contrato que redundarían en su beneficio económico. Una de ellas, por ejemplo, era que el film se rodara en Todd-AO, un formato inventado por el entonces marido de la actriz, Michael Todd. También hizo constar por escrito que el director elegido debía contar con su aprobación. Convencidos de que estaban por realizar un verdadero éxito, los directivos de la 20th Century Fox no pusieron restricciones.
En enero de 1960, Wanger se acercó a Stephen Boyd para que lo eligieran como Marco Antonio, pero sintió que era demasiado joven para el papel. En agosto de 1960, Boyd fue elegido como Marco Antonio, Peter Finch como Julio César y Keith Baxter como Octavio. Mamoulian también había elegido a Elisabeth Welch para interpretar a una de las doncellas de Cleopatra.

### Rodaje
Rouben Mamoulian, conocido por su trabajo en films como Sangre y arena y La máscara del Zorro, fue el elegido para dirigir Cleopatra. El rodaje comenzó en Londres, en 1960, pero el clima frío hizo que Taylor cayera gravemente enferma en cuestión de días. Internada por una neumonía, la actriz fue sometida a una traqueotomía debido a sus problemas para respirar. Ella era protagonista de todas las escenas que iban a filmarse en suelo británico, y por eso la producción tuvo su primer parte.
Dieciséis semanas después de comenzar a rodar, ya se habían gastado 7 millones de dólares y Mamoulian contaba apenas con 10 minutos de material fílmico. Taylor permanecía convaleciente y había pocas precisiones de cuándo podrían retomar el trabajo. Peter Finch y Stephen Boyd, los actores que habían sido elegidos para componer a Julio César y a Marco Antonio, dimitieron aduciendo que tenían compromisos previos que cumplir. Mamouilan, en tanto, fue despedido por su supuesta incapacidad para lidiar con los obstáculos que presentaba el trabajo diario en el set.
Cleopatra enfrentaba así su primera gran crisis. Lo primero fue buscar un nuevo realizador para que se pusiera el proyecto al hombro: Taylor hizo valer su contrato y dejó en claro que se sentiría muy cómoda trabajando con Mankiewicz o con George Stevens, quien la había dirigido unos años antes. Si bien su sugerencia no sonó a exigencia, en la 20th Century Fox conocían muy bien a la actriz y quisieron darle el gusto.
Mankiewicz aceptó el ofrecimiento, un poco por no defraudar a Taylor y otro tanto por el desafío que representaba ponerse al frente de semejante producción. Seguramente no imaginaba que estaba a punto de embarcarse en una verdadera pesadilla.
La llegada del invierno -sumado a los problemas de salud de Taylor- hicieron que el rodaje se trasladara de Londres a Roma. En los legendarios estudios Cinecittá se montaron nuevamente los escenarios, multiplicando los costos de producción.
Fueron, en total, 79 los sets construidos, diseñados por John DeCuir. Reza la leyenda que los materiales como placas de madera y pinturas comenzaron a escasear en Italia debido a la magnitud de las estructuras que debían montarse. Además, se confeccionaron un total de 26 mil trajes para que lucieran actores y extras. A esa altura, el gasto diario en el set ascendía a unos 70 mil dólares.

### Diseño de peinados y maquillaje
El maquillaje de Cleopatra estuvo a cargo de Vivienne Walker, quien también trabajó en películas como The Thing (1982), Funny Girl (1968) y Chinatown (1974), mientras los trajes imponentes que acentuaban la cintura de Taylor estuvieron a cargo de Renié, un prolífico diseñador contratado por el estudio que tuvo su época de esplendor en los años cuarenta. Pero, fue el estilista favorito de la actriz, Alexander de Paris, uno de los iconos que ideó varias de las imponentes piezas que Cleopatra llevaba en su cabeza.
En esta película, Elizabeth Taylor tuvo 65 cambios de vestuario, con diferentes peinados: las trenzas con detalles dorados, los moños altos, el pelo suelto y el estilo griego, entre otros. Un vestido de oro de 24 quilates fue incluido en el film, que tuvo el presupuesto más grande también para la ropa de un solo actor: $194,800 dólares, todos destinados a Taylor.
No puede decirse que los vestidos guardasen demasiada fidelidad al periodo egipcio al que representaban, pero desde luego consiguieron impresionar a los espectadores de todo el mundo y resaltar la personal belleza de Taylor.

### Romance de Taylor y Burton
Más allá de los contratiempos, Cleopatra también será históricamente recordada como la película que reunió artística y sentimentalmente a Taylor y Richard Burton. El galán británico fue contratado para personificar a Marco Antonio, luego de la salida de Stephen Boyd; tanto él como la actriz de Hollywood se encontraban en ese momento casados.
En realidad, los actores se habían conocido un tiempo antes en una fiesta, pero no se habían llevado la mejor impresión el uno del otro. Sin embargo, todo cambió durante el rodaje. Ya en el primer día que compartieron en el set, ella se vio conmovida por el malestar que le ocasionaba a Burton una fuerte resaca, y se ocupó personalmente de asistirlo para que se sintiera mejor. Según contó Taylor mucho tiempo después, en ese momento descubrió que su galán era un ser "entrañable".
El romance no demoró en hacerse público, y así llegó el escándalo. Poco antes de iniciar el rodaje en Londres, Taylor había enviudado -su marido, Mike Todd, había sufrido un trágico accidente de aviación en marzo de 1958- y había encontrado consuelo rápidamente en el cantante Eddie Fisher, quien era esposo de su amiga Debbie Reynolds; Burton, en tanto, estaba unido en matrimonio con la actriz Sybil Christopher.
Aunque el escándalo fue un dolor de cabeza para la 20th Century Fox, muy pronto descubrieron que lo que estaban obteniendo a cambio del mal momento era mucha publicidad gratuita.

### Posproducción
El trabajo de posproducción de Cleopatra había dejado al equipo editorial de la película con 120 millas (630,000 pies) de metraje expuesto. En Los Ángeles, Mankiewicz y su editora Dorothy Spencer prepararon un montaje preliminar que duró cinco horas y 20 minutos. En octubre de 1962, Mankiewicz organizó una proyección privada de la versión preliminar de la película para Zanuck en París. Zanuck rechazó la petición de Mankiewicz de distribuir Cleopatra en dos entregas separadas, creyendo que el público interesado en el asunto Taylor-Burton no asistiría a la primera entrega. El 20 de octubre, Mankiewicz envió una carta a Zanuck solicitando una "declaración honesta e inequívoca de mi posición en relación con Cleopatra".." Un día después, Zanuck emitió un comunicado: "Una vez finalizado el doblaje, sus servicios oficiales finalizarán... Si está disponible y dispuesto, lo llamaré para proyectar la versión reeditada de la película". Concediendo a lo inevitable, Mankiewicz dijo a Newsweek :" hice el primer corte, pero después de eso, es la propiedad del estudio. Podrían cortarlo en púas de banjo si quieren".
Luego, Zanuck contrató al director Elmo Williams para supervisar la finalización y la edición final de la película. Williams trabajó tres días consecutivos de dieciséis horas en el laboratorio de cine de Fox en Nueva York y cortó un total de treinta y tres minutos del corte original de cuatro horas. Williams explicó: "Cuando él [Mankiewicz] vio mi versión por primera vez, comenzó a despotricar y delirar y continuar. Finalmente había renunciado a la idea de lanzar la película como dos películas separadas, pero no había contado con que la versión lanzada fuera de longitud reducida". El 7 de diciembre, The New York Times informó que Mankiewicz se reincorporaría a la producción después de tener una conferencia "extremadamente constructiva" con Zanuck en su suite en el St. Regis New York. Zanuck explicó que "haría todo lo posible artísticamente para que yo no tuviera que ejercer [mis derechos como presidente] a menos que se volviera absolutamente esencial. Joe aceptó eso, tomó las escenas que yo había bloqueado de manera cruda y tosca, fue trabajar con ellos y escribirlos".
Con Mankiewicz reinstalado como director, restauró parcialmente varias secuencias eliminadas, incluidas escenas de Sosigenes dando clases a Cleopatra. En febrero de 1963, varios miembros del elenco, junto con 1.500 extras, fueron llamados para volver a filmar la Batalla de Farsalia en Almería, España. Mankiewicz luego regresó a Londres durante ocho días consecutivos para volver a filmar nuevas escenas con Burton. El 5 de marzo de 1963 finalmente se completó el rodaje.

## Recepción

### Crítica
Bosley Crowther de The New York Times calificó a Cleopatra como "una de las grandes películas épicas de nuestros días", y le dio crédito a Mankiewicz por "su fabricación de personajes coloridos y profundos, que se destacan como personas pensantes y palpitantes en un contexto de espléndido espectáculo, que da vitalidad a este cuadro y es la clave de su éxito". Vincent Canby , en una reseña para Variety, escribió que Cleopatra "no solo es un relleno de ojos supercolosal (el presupuesto sin precedentes se muestra en la opulencia física en todo momento), sino que también es una recreación cinematográfica notablemente alfabetizada de una época histórica". Para Los Ángeles Times, Philip K. Scheuer sintió que Cleopatra era "una película y un drama de una belleza incomparable que no necesita ocultar su rostro inteligente y culto porque resulta que no fue escrito por Shakespeare o Shaw , sino por tres tipos llamados Joseph L. Mankiewicz, quienes También la dirigieron Ranald MacDougall y Sidney Buchman. Estos son, en todo caso, los nombres que aparecen en los créditos de la pantalla, y han hecho su trabajo con integridad".
La revista Time escribió con dureza: "Como drama y como cine, Cleopatra está plagada de defectos. Carece de estilo tanto en la imagen como en la acción. Nunca, ni por un instante, gira en alas de un ímpetu épico; por lo general, salta de escena en pesada". escena en las ruedas cuadradas de la exposición". James Powers de The Hollywood Reporter escribió: " Cleopatra no es una gran película. Pero es principalmente un entretenimiento vasto y popular que elude la grandeza total para un atractivo más amplio. Esta no es una crítica adversa, sino una notación de logro". Claudia Cassidy del Chicago Tribune resumió Cleopatra como una "película enorme y decepcionante". Del elenco, elogió al "César brillantemente bromista de Rex Harrison, el papel mejor escrito en el guion errático de Joseph Mankiewicz, y obsesionado por el trágico Marc Antonio de Richard Burton, el triunfo de un actor sobre la mediocridad de un escritor. Y con un pródigo gesto de futilidad, todos se centra en Elizabeth Taylor, irremediablemente fuera de su profundidad como una pescadera Cleopatra".
Penélope Houston , que hace una reseña para Sight & Sound, reconoció que Mankiewicz intentó "hacer de esta una película sobre las personas y sus emociones en lugar de una serie de espectáculos secundarios. Pero para que esta ambición se mantuviera, sobre el gran metraje de la película, necesitaba un estilo visual". que sería más que meramente ilustrativo, el diálogo realmente vale la pena hablar y los actores en general más persuasivos. A medida que los decorados parecen crecer más y más, los actores disminuyen progresivamente ". Judith Crist , en su reseña para el New York Herald Tribune, estuvo de acuerdo: "Tan grandes y grandiosos son los escenarios que los personajes se ven empequeñecidos, y tan ancha es su pantalla que esta concentración en el personaje da como resultado una epopeya extrañamente estática en la que los primeros planos exagerados son interrumpidos en el mejor de los casos por un espectáculo o baile. , más a menudo por fragmentos poco emocionantes de salidas, entradas, marchas o batallas". Incluso Elizabeth Taylor lo encontró deficiente y dijo: "Habían cortado el corazón, la esencia, las motivaciones, el núcleo mismo, y agregado todas esas escenas de batalla. Debería haber sido sobre tres personas grandes, pero carecía de realidad y pasión. Lo encontré vulgar".
The New York Times estimó que el 80% de las reseñas en los Estados Unidos fueron favorables, pero solo el 20% de las reseñas en Europa fueron positivas. El crítico de cine estadounidense Emanuel Levy escribió retrospectivamente: "Muy difamada por varias razones, [...] Cleopatra puede ser la película más cara jamás realizada, pero ciertamente no la peor, solo un asunto detallado y confuso que ni siquiera es entretenido como un vehículo estrella para Taylor y Burton". Billy Mowbray del canal de televisión británico Film4 comentó que la película es "[una] película gigante que a veces es pesada, pero siempre se puede ver gracias a su ambición desinhibida, tamaño y glamour" Rotten Tomates agregó 40 revisiones y determinó que el 60% de ellas eran positivas. El consenso del sitio web dice: " Cleopatra es una epopeya exuberante, ostentosa e infinitamente alucinante que se hunde y se derrumba en un tiempo de ejecución (¿y cómo no?) de cuatro horas".
 

En aun artículo de Filmaffinity, Francesc Jaimejuan desde Madrid escibió; "Que largo y tortuoso camino ha tenido que recorrer “Cleopatra” para que le fuera reconocida su condición de obra maestra. Con el rodaje más caótico de la historia del cine, llevó al borde de la ruina a la Fox, casi acaba con la carrera de Joseph L. Mankiewicz, y marcó el final de una época y de una forma de hacer cine. Afortunadamente hoy nos quedan 243 maravillosos minutos, de lo mejor que se ha rodado nunca, y que corresponden al montaje final que dio por bueno el director que afirmaba que -Cleopatra fue concebida en situación de emergencia, rodada en estado de histeria y terminada con pánico ciego-, y es por eso que no deja de sorprendernos la serena belleza y la unidad de estilo que desprenden sus imágenes. Dos años de rodaje agotador, con un Mankiewicz que rodaba de día y trabajaba por las noches en el guión, “Cleopatra” es uno de los más fascinantes, lúcidos y magistrales estudios sobre la condición humana que se haya escrito nunca para la pantalla, de una absoluta coherencia con la trayectoria artística del director de “Eva al desnudo” -intelectual que siempre dio importancia capital a la palabra-, y que centra su atención en el drama personal e intimo de tres personajes ambiciosos y poderosos que tuvieron por unos instantes de la historia el destino del mundo en sus manos".

### Premios y nominaciones
La película ganó cuatro Premios Oscar y fue nominada a cinco más. También le valió a Elizabeth Taylor un Guinness World Record por la mayor cantidad de cambios de vestuario en una película (65 en total). Este récord fue eclipsado en 1968 por Julie Andrews con 125 cambios de vestuario en la película Star!.
Debido a un error administrativo, Roddy McDowall fue nominado por 20th Century-Fox como Mejor Actor en lugar de Mejor Actor de Reparto para los Premios Oscar. La nominación fue declarada no elegible y no pudo ser corregida a tiempo para la ceremonia de premiación.
| Premio                   | Categoría                                         | Nominado/a | Resultado |
| ------------------------ | ------------------------------------------------- | --- | --------- |
| National Board of Review | Mejor Actor                                       | Rex Harrison | Ganador   |
| Premios Eddie            | Best Edited Feature Film                          | Dorothy Spencer | Nominada  |
| Premios Globo de Oro     | Mejor Película - Drama                            | Cleopatra | Nominada  |
| Premios Globo de Oro     | Mejor Actor - Drama                               | Rex Harrison | Nominado  |
| Premios Globo de Oro     | Mejor Actor de Reparto                            | Roddy McDowall | Nominado  |
| Premios Globo de Oro     | Mejor Director                                    | Joseph L. Mankiewicz | Nominado  |
| Laurel Awards            | Exposición itinerante superior                    | Cleopatra | Ganadora  |
| Laurel Awards            | Mejor interpretación masculina                    | Rex Harrison | Nominado  |
| Premios Oscar            | Mejor película                                    | Walter Wanger | Nominado  |
| Premios Oscar            | Mejor Actor                                       | Rex Harrison | Nominado  |
| Premios Oscar            | Mejor dirección artística (color)                 | Dirección de arte: John DeCuir, Jack Martin Smith, Hilyard M. Brown, Herman A. Blumenthal, Elven Webb, Maurice Pelling, y Boris Juraga; Decoradores del Set: Walter M. Scott, Paul S. Fox y Ray Moyer | Ganadores |
| Premios Oscar            | Mejor fotografía (color)                          | Leon Shamroy | Ganador   |
| Premios Oscar            | Mejor diseño de vestuario (color)                 | Irene Sharaff, Vittorio Nino Novarese y Renié | Ganadores |
| Premios Oscar            | Mejor montaje                                     | Dorothy Spencer | Nominada  |
| Premios Oscar            | Mejor música original                             | Alex North | Nominado  |
| Premios Oscar            | Mejor sonido                                      | James Corcoran (departamento de sonido de Twentieth Century Fox ) y Fred Hynes (Todd-AO departamento de sonido)                                                                                       | Nominado  |
| Premios Oscar            | Mejores efectos especiales                        | Emil Kosa Jr. | Ganador   |
| Grammy Awards            | Partitura de fondo de una película o televisión   | Alex North | Nominado  |
| Golden Trailer Awards    | Publicidad más innovadora para una marca/producto | Cleopatra | Nominada  |